# Énergie au Costa Rica
Le secteur de l'énergie au Costa Rica se caractérise par la prédominance du pétrole, qui couvrait 66 % de la consommation finale d'énergie du Costa Rica en 2021, malgré les investissements très importants consacrés au développement des énergies renouvelables (EnR), qui couvraient 33,4 % de la consommation finale (17,1 % hydroélectricité, 10,5 % biomasse-déchets, 2,9 % géothermie et 2,9 % éolien) ; elles ont progressé de 92 % entre 1990 et 2021, mais n'ont pas suffi à compenser l'explosion de la consommation de produits pétroliers : +213 % ; la part des EnR a donc reculé de 45,2 % en 1990 à 33,4 % en 2021.
La production d'énergie primaire au Costa Rica se répartit en 30,6 % d'hydroélectricité, 17,4 % de biomasse-déchets et 52 % d'énergies nouvelles : surtout géothermie et éolien.
La consommation d'énergie primaire du Costa Rica était en 2021 inférieure de 48 % à la moyenne mondiale et de 72 % à celle de la France, mais supérieure de 41 % à celle de l'Amérique latine.
La production d'électricité a progressé de 267 % entre 1990 et 2021 ; elle se répartit en 0,02 % de pétrole et 99,98 % d'EnR : hydraulique 73 %, éolien 12,4 %, géothermie 12,6 %, biomasse 1,5 % et solaire 0,5 %. Mais l'électricité ne représente que 23,4 % de l'énergie finale consommée, dominée par les produits pétroliers. La consommation d'électricité par habitant du Costa Rica était en 2021 inférieure de 38 % à la moyenne mondiale et de 19 % à celle de l'Amérique latine.
Les émissions de CO2 dues à la combustion par habitant étaient en 2023 inférieures de 67 % à la moyenne mondiale, de 63 % à celle de la France et de 78 % à celle des Amériques.

## Vue d'ensemble
| Principaux indicateurs de l'énergie au Costa Rica                                                                                              | Principaux indicateurs de l'énergie au Costa Rica | Principaux indicateurs de l'énergie au Costa Rica | Principaux indicateurs de l'énergie au Costa Rica | Principaux indicateurs de l'énergie au Costa Rica | Principaux indicateurs de l'énergie au Costa Rica | Principaux indicateurs de l'énergie au Costa Rica |
| --- | ------------------------------------------------- | ------------------------------------------------- | ------------------------------------------------- | ------------------------------------------------- | ------------------------------------------------- | ------------------------------------------------- |
| | Population                                        | Consom. énergie primaire                          | Production                                        | Importation nette                                 | Consom. élect.*                                   | Émissions GHG**                                   |
| Année | Million                                           | PJ                                                | PJ                                                | PJ                                                | TWh                                               | Mt CO2éq                                          |
| 1990 | 3,1                                               | 70,2                                              | 28,5                                              | 43,5                                              | 3,30                                              | 2,7                                               |
| 2000 | 3,98                                              | 120,3                                             | 51,0                                              | 73,9                                              | 5,75                                              | 4,6                                               |
| 2010 | 4,62                                              | 190,5                                             | 98,3                                              | 101,4                                             | 8,56                                              | 6,9                                               |
| 2011 | 4,68                                              | 191,6                                             | 96,8                                              | 104,1                                             | 8,67                                              | 7,1                                               |
| 2012 | 4,74                                              | 198,7                                             | 103,2                                             | 99,9                                              | 9,02                                              | 7,1                                               |
| 2013 | 4,79                                              | 209,3                                             | 109,1                                             | 106,8                                             | 9,10                                              | 7,4                                               |
| 2014 | 4,84                                              | 212,4                                             | 109,8                                             | 111,0                                             | 9,21                                              | 7,5                                               |
| 2015 | 4,90                                              | 206,7                                             | 109,0                                             | 105,2                                             | 9,43                                              | 7,2                                               |
| 2016 | 4,95                                              | 204,1                                             | 97,2                                              | 114,5                                             | 10,07                                             | 7,8                                               |
| 2017 | 4,99                                              | 200,1                                             | 91,6                                              | 121,1                                             | 10,15                                             | 7,9                                               |
| 2018 | 5,04                                              | 197,4                                             | 86,7                                              | 115,1                                             | 10,25                                             | 7,9                                               |
| 2019 | 5,08                                              | 208,7                                             | 101,7                                             | 120,9                                             | 10,47                                             | 7,7                                               |
| 2020 | 5,12                                              | 200,1                                             | 108,5                                             | 93,7                                              | 10,19                                             | 6,8                                               |
| 2021 | 5,15                                              | 211,1                                             | 109,3                                             | 112,8                                             | 10,66                                             | 7,7                                               |
| variation 1990-2021 | +66 %                                             | +201 %                                            | +284 %                                            | +159 %                                            | +223 %                                            | +185 %                                            |
| * consommation brute d'électricité = production+importations-exportations-pertes en ligne ** émissions de gaz à effet de serre par combustion. |                                                   |                                                   |                                                   |                                                   |                                                   |                                                   |

## Production d'énergie primaire
La production d'énergie primaire du Costa Rica est entièrement composée d'énergies renouvelables :
| Source                                                   | 1990  | %    | 2000  | %    | 2010  | %    | 2020   | %    | 2021   | % 2021 | var. 2021/1990 |
| Hydraulique                                              | 12,17 | 42,7 | 20,46 | 40,1 | 26,14 | 26,6 | 29,86  | 27,5 | 33,43  | 30,6 % | +175 %         |
| Biomasse-déchets                                         | 16,36 | 57,3 | 10,38 | 20,4 | 29,82 | 30,3 | 19,35  | 17,8 | 19,00  | 17,4 % | +16 %          |
| Géoth., éolien                                           | 0     |      | 20,16 | 39,5 | 42,29 | 43,0 | 59,31  | 54,7 | 56,88  | 52,0 % | ns             |
| Total                                                    | 28,53 | 100  | 51,01 | 100  | 98,25 | 100  | 108,52 | 100  | 109,31 | 100 %  | +283 %         |
| Source des données : Agence internationale de l'énergie. |       |      |       |      |       |      |        |      |        |        |                |

## Importations de produits pétroliers
Le Costa Rica importe la totalité des produits pétroliers qui représentent la majeure partie de sa consommation d'énergie.
L'entreprise Refinadora Costarricense de Petróleo (RECOPE), nationalisée en 1974, est chargée d'importer et distribuer ces produits. En 2021, elle en a importé 20,96 Mbbl (millions de barils), dont 37 % de diesel, 39 % d'essence, 11 % de GPL (propane-butane), 6,7 % de kérosène, etc. 95 % de ces importations provenaient des États-Unis.

## Consommation intérieure brute d'énergie primaire
La consommation intérieure brute d'énergie primaire du Costa Rica atteignait 211,1 PJ en 2021, soit 40,9 GJ par habitant, niveau inférieur de 48 % à la moyenne mondiale : 78,4 GJ/hab, mais supérieur de 41 % à celle de l'Amérique latine : 29,1 GJ/hab, inférieur de 72 % à celle de la France (144,5 GJ/hab) et de 85 % à celle des États-Unis de (270,9 GJ/hab).
Voici son évolution :
| Source                                                   | 1990  | %    | 2000   | %    | 2010   | %    | 2020   | %     | 2021   | % 2021 | var. 2021/1990 |
| Charbon                                                  | 0     |      | 0,03   | 0,02 | 0,03   | 0,01 | 0,004  | 0,002 | 0,55   | 0,3 %  | ns             |
| Pétrole                                                  | 41,09 | 58,5 | 70,99  | 59,0 | 92,12  | 48,4 | 93,95  | 47,0  | 105,48 | 50,0 % | +157 %         |
| Hydraulique                                              | 12,17 | 17,3 | 20,46  | 17,0 | 26,14  | 13,7 | 29,86  | 14,9  | 33,43  | 15,8 % | +175 %         |
| Biomasse-déchets                                         | 16,36 | 23,3 | 10,38  | 8,6  | 29,82  | 15,7 | 18,78  | 9,4   | 18,42  | 8,7 %  | +13 %          |
| Géoth., éolien, solaire                                  | 0     |      | 20,16  | 16,8 | 42,29  | 22,2 | 59,31  | 29,6  | 56,88  | 26,9 % | ns             |
| Total EnR                                                | 28,53 | 40,6 | 51,01  | 42,4 | 98,25  | 51,6 | 107,95 | 54,0  | 108,73 | 51,5 % | +281 %         |
| Solde exp.électricité                                    | 0,59  | 0,8  | -1,7   | -1,4 | 0,1    | 0,05 | -1,8   | -0,9  | -3,61  | -1,7 % | ns             |
| Total                                                    | 70,21 | 100  | 120,31 | 100  | 190,50 | 100  | 200,08 | 100   | 211,15 | 100 %  | +201 %         |
| Source des données : Agence internationale de l'énergie. |       |      |        |      |        |      |        |       |        |        |                |

## Consommation finale d'énergie
La consommation finale d'énergie au Costa Rica (après transformation en électricité, transport, etc) a évolué comme suit :
| Source                                                         | 1990  | %    | 2000  | %    | 2010   | %    | 2020   | %     | 2021   | % 2021 | var. 2021/1990 |
| Charbon                                                        | 0     |      | 0,03  | 0,03 | 0,03   | 0,02 | 0,004  | 0,003 | 0,57   | 0,4 %  | ns             |
| Produits pétroliers                                            | 33,41 | 54,4 | 64,31 | 67,8 | 84,05  | 58,6 | 94,34  | 64,4  | 105,36 | 66,1 % | +215 %         |
| Biomasse-déchets                                               | 16,13 | 26,3 | 9,86  | 10,4 | 28,64  | 19,9 | 16,48  | 11,3  | 16,14  | 10,1 % | 0 %            |
| Électricité                                                    | 11,89 | 19,4 | 20,71 | 21,8 | 30,83  | 21,5 | 35,66  | 24,3  | 37,31  | 23,4 % | +214 %         |
| Total                                                          | 61,42 | 100  | 94,91 | 100  | 143,54 | 100  | 146,48 | 100   | 159,38 | 100 %  | +159 %         |
| Après ré-allocation de l'électricité à ses sources primaires : |       |      |       |      |        |      |        |       |        |        |                |
| Charbon                                                        | 0     | -    |       |      |        |      |        |       | 0,57   | 0,4 %  | ns             |
| Pétrole                                                        | 33,70 | 54,9 |       |      |        |      |        |       | 105,37 | 66,1 % | +213 %         |
| Biomasse-déchets                                               | 16,13 | 26,3 |       |      |        |      |        |       | 16,70  | 10,5 % | +4 %           |
| Hydroélectricité                                               | 11,59 | 18,9 |       |      |        |      |        |       | 27,20  | 17,1 % | +135 %         |
| Géothermie                                                     |       |      |       |      |        |      |        |       | 4,69   | 2,9 %  | ns             |
| Éolien                                                         |       |      |       |      |        |      |        |       | 4,61   | 2,9 %  | ns             |
| Total EnR                                                      | 27,72 | 45,2 |       |      |        |      |        |       | 53,20  | 33,4 % | +92 %          |
| Source des données : Agence internationale de l'énergie.       |       |      |       |      |        |      |        |       |        |        |                |

La répartition par secteur de la consommation finale d'énergie a évolué comme suit :
| Filière                                                 | 1990  | %    | 2000  | %    | 2010   | %    | 2020   | %    | 2021   | % 2021 | var. 2021/1990 |
| Industrie                                               | 20,67 | 33,7 | 23,88 | 25,2 | 38,19  | 26,6 | 34,51  | 23,6 | 35,98  | 22,6 % | +74 %          |
| Transport                                               | 22,04 | 35,9 | 41,68 | 43,9 | 63,65  | 44,3 | 69,85  | 47,7 | 79,61  | 49,9 % | +261 %         |
| Résidentiel                                             | 13,49 | 22,0 | 13,61 | 14,3 | 23,37  | 16,3 | 20,92  | 14,3 | 21,57  | 13,5 % | +60 %          |
| Tertiaire                                               | 3,96  | 6,5  | 6,57  | 6,9  | 13,50  | 9,4  | 14,54  | 9,9  | 16,01  | 10,0 % | +304 %         |
| Agriculture                                             | 0,88  | 1,4  | 6,24  | 6,6  | 2,73   | 1,9  | 2,88   | 2,0  | 3,26   | 2,0 %  | +271 %         |
| Non spécifié                                            | 0,06  | 0,1  | 0,27  | 0,3  | 0,70   | 0,5  | 0,22   | 0,2  | -      | -      | ns             |
| Usages non énergétiques (chimie)                        | 0,32  | 0,5  | 2,66  | 2,8  | 1,40   | 1,0  | 3,56   | 2,4  | 2,94   | 1,8 %  | +818 %         |
| Total                                                   | 61,42 | 100  | 94,91 | 100  | 143,54 | 100  | 146,49 | 100  | 159,38 | 100 %  | +159 %         |
| Source des données : Agence internationale de l'énergie |       |      |       |      |        |      |        |      |        |        |                |

Les produits pétroliers sont consommés dans les transports : 76 %, l'industrie : 14 %, le secteur résidentiel : 3,6 %, le secteur tertiaire : 2,2 %, l'agriculture : 1,9 % et les usages non énergétiques (chimie) : 2,8 %.
On remarque la prédominance très marquée du secteur transport et sa progression très rapide. De 1980 à 2013, la flotte automobile est passée de 180 000 à 1,3 million de véhicules. Pour redresser la barre, le gouvernement misait en 2015 sur un projet de construction d’un train électrique dans la zone métropolitaine de San José.

## Secteur de l'électricité
L'opérateur électrique public costaricain est le groupe ICE (Instituto Costarricense de Electricidad) créé par décret-loi en 1949 par le président José Figueres Ferrer par nationalisation de la production et de la distribution d'électricité, avec pour mission de mettre fin à la pénurie récurrente d'électricité en développant la production et les réseaux. En 1963, la mission d'ICE a été étendue au développement des télécommunications ; il s'est transformé progressivement en un groupe d'entreprises publiques, dont la branche électrique de la société mère, qui exploite 31 centrales, et la Compañía Nacional de Fuerza y Luz S.A. (CNFL) qui assure la distribution et la commercialisation de l'électricité dans la région de la capitale (Gran Área Metropolitana), soit 523 000 clients sur 921 km2.
Dans les années 1990, des lois ont ouvert le marché de l’électricité aux entreprises privées. Leur participation se limite à 30 % de la capacité de production sur un marché qui reste régulé par l’ICE, à la tête d’un quasi-monopole. Le pays affiche, avec 99,4 % des foyers connectés au réseau national, la meilleure couverture électrique d’Amérique latine avec l’Uruguay.
L'Asociación Costarricense de Productores de Energía (ACOPE), fondée en 1990 par un groupe de costaricains intéressés par les énergies renouvelables, regroupe la plupart des producteurs privés (surtout petite hydraulique) et autoproducteurs (sucreries en particulier).
Le Consorcio Nacional de Empresas de Electrificacion de Costa Rica (Coneléctricas), fondé en 1989, regroupe quatre coopératives rurales d'électrification rurale créées de 1965 à 1972 pour alimenter en électricité des zones rurales grâce à des aménagements hydroélectriques, en particulier la centrale hydroélectrique de San Lorenzo (17,7 MW), mise en service en 1997, et la centrale Sigifredo Solis (projet hydroélectrique Pocosol - Agua Gata : 26 MW), construite de 2006 à 2010.

### Production d'électricité
| Source                                                   | 1990  | %    | 2000  | %    | 2010  | %    | 2020   | %    | 2021   | % 2021  | var. 2021/1990 |
| Pétrole                                                  | 86    | 2,5  | 59    | 0,9  | 641   | 6,7  | 24     | 0,2  | 3      | 0,02 %  | -97 %          |
| Hydraulique                                              | 3 382 | 97,5 | 5 684 | 82,2 | 7 262 | 75,8 | 8 294  | 70,6 | 9 286  | 73,0 %  | +175 %         |
| Biomasse                                                 |       |      | 17    | 0,2  | 145   | 1,5  | 201    | 1,7  | 191    | 1,5 %   | ns             |
| Géothermie                                               |       |      | 976   | 14,1 | 1 176 | 12,3 | 1 689  | 14,4 | 1 602  | 12,6 %  | ns             |
| Éolien                                                   |       |      | 183   | 2,6  | 359   | 3,7  | 1 459  | 12,4 | 1 573  | 12,4 %  | ns             |
| Solaire                                                  |       |      |       |      |       |      | 76     | 0,6  | 61     | 0,5 %   | ns             |
| Total EnR                                                | 3 382 | 97,5 | 6 860 | 99,1 | 8 942 | 93,3 | 11 719 | 99,8 | 12 713 | 99,98 % | +276 %         |
| Total                                                    | 3 468 | 100  | 6 919 | 100  | 9 583 | 100  | 11 743 | 100  | 12 716 | 100 %   | +267 %         |
| Source des données : Agence internationale de l'énergie. |       |      |       |      |       |      |        |      |        |         |                |

Le plan de développement 2014-2035 de la production d'électricité prévoit de porter la puissance installée du parc costaricain de 2 727 MW fin 2013 à 2 953 MW fin 2015, 3 664 MW fin 2019 et 6 124 MW fin 2035. Les projets de centrales hydrauliques sont nombreux, les principaux étant ceux de Reventazón (306 MW en 2016) et de Diquís (623 MW en 2016) ; plusieurs projets géothermiques sont prévus, dont Pailas 2 (55 MW en 2019), Borinquen 1 (55 MW en 2023), Borinquen 2 (55 MW en 2024) et trois projets non dénommés de 330 MW au total en 2030-2032. L'introduction du gaz naturel est prévue pour alimenter deux centrales à cycle combiné de 80 MW en 2021 et 2022, puis une 3e de 160 MW en 2035.

#### Énergies renouvelables
Le Costa Rica comptait en 2015 atteindre 100 % d'électricité « verte » en 2016 grâce à la mise en service de la centrale hydroélectrique de Reventazón, alors qu'en 2014 les centrales thermiques produisaient encore 10,4 % de l'électricité du pays. Cependant, électricité propre ne signifie pas mix énergétique propre : l’électricité ne représente qu’un quart de la consommation énergétique du pays, le reste provient des combustibles fossiles. Les transports consomment près de 60 % de l’énergie produite.
Effectivement, le Costa Rica a quasiment atteint l'objectif de 100 % d'électricité « verte » : en 2021, la part des énergies renouvelables atteint 99,98 % dans la production d'électricité. Mais la part de l'électricité dans la consommation finale d'énergie en 2020 n'est que de 24,3 % et celle des produits pétroliers de 64,4 %.

##### Hydroélectricité

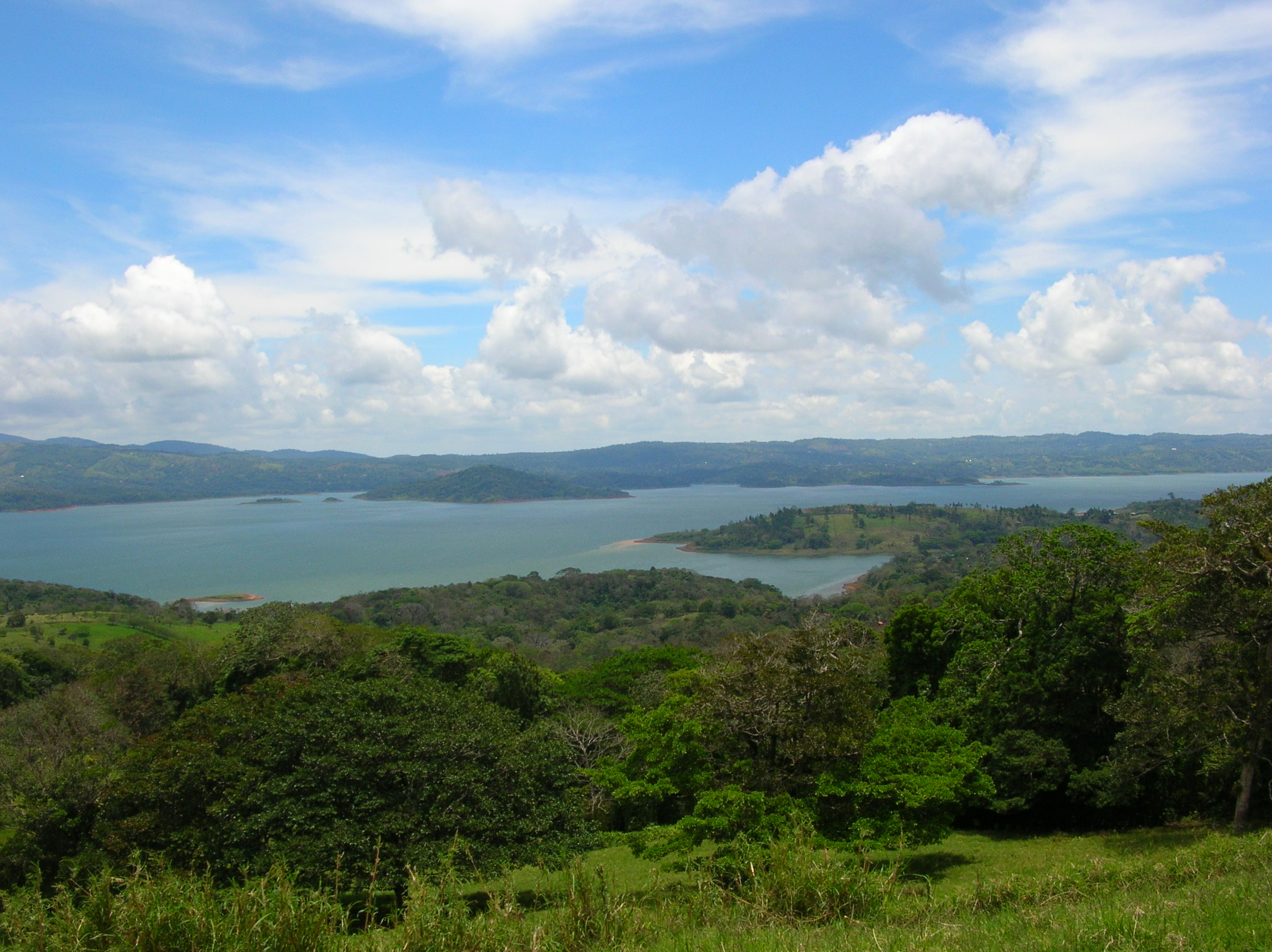
Vue du lac Arenal depuis Tierras Morenas, 2006.

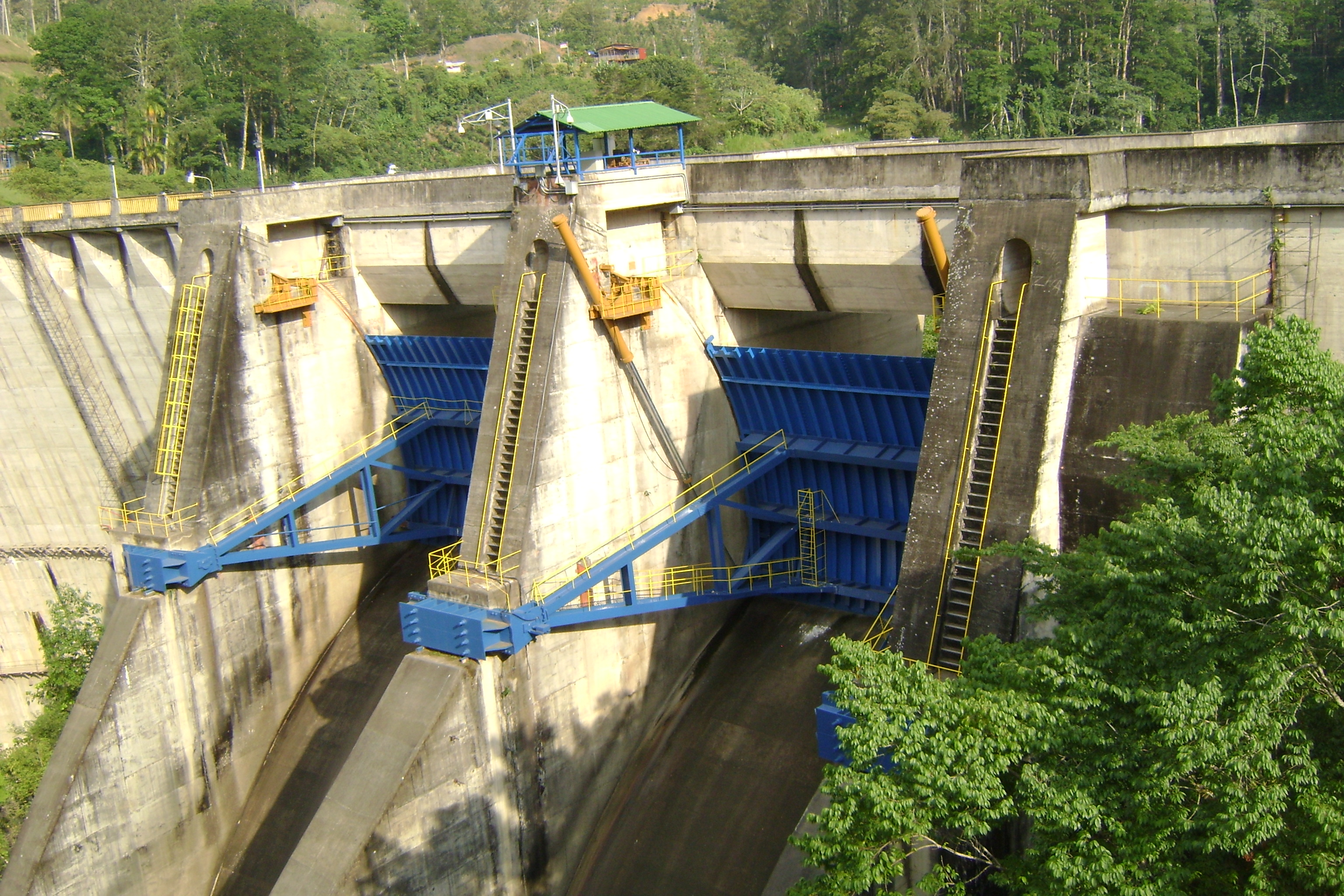
Barrage de Cachi, Cachi, province de Cartago, 2010.

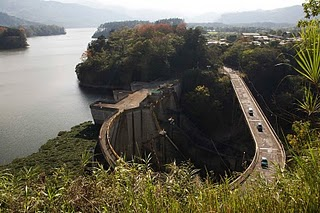
Barrage de Cachí.

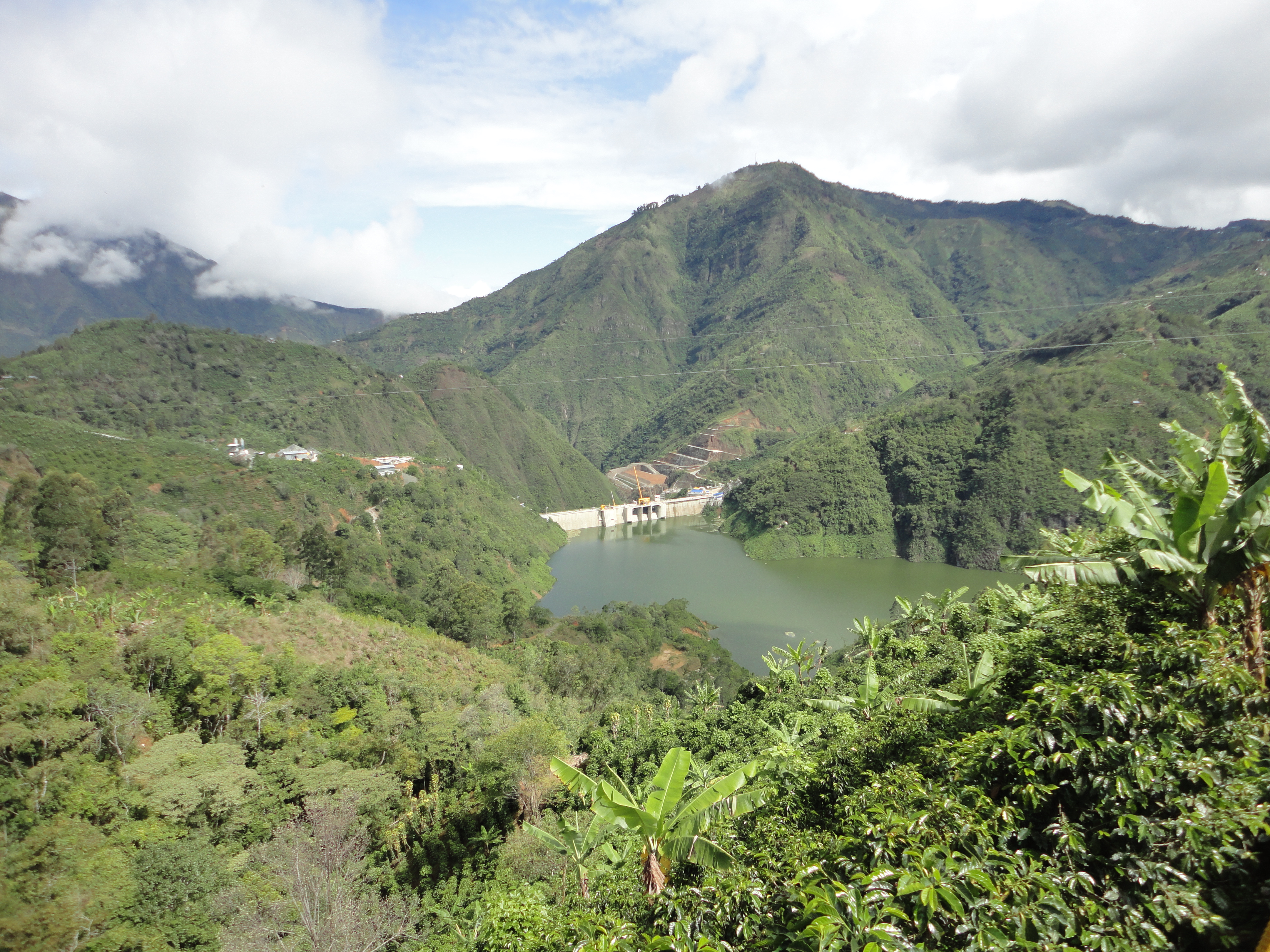
Barrage et centrale hydroélectrique de Pirrís, 2011.

L’hydraulique est la première source d’électricité du pays, situé dans une zone tropicale très pluvieuse. Mais le réchauffement climatique et le phénomène météorologique d'El Niño menacent la régularité des pluies.
En 1953 une loi établit une « zone nationale de réserve d'énergie hydraulique » (zona nacional de reserva de energía hidráulica) couvrant tout le bassin versant du Reventazón (donc comprenant tous ses affluents) depuis les sources jusqu'au pont du chemin de fer de l'Atlantique au point appelé La Junta, près de Siquirres (c'est le pont juste en aval de celui de la route no 32 (en) reliant Limón, Siquirres et San José).
Le lac de Cachí, créé par le barrage de même nom, dans la province de Cartago, a été l'un des premiers projets hydroélectriques du pays ; sa puissance installée de 102 MW est composée de trois unités dont deux de 32 MW et une de 37 MW mises en service en 1966, 1967 et 1978 ; il est en cours d'extension à 160 MW. Cette installation fait partie de l'aménagement à but multiple des rivières Macho et Reventazon, qui comprend aussi les centrales de Rio Macho (141 MW, 1959-1978), d'Angostura (171 MW, 2000), de La Joya (51 MW, 2006) et de Pirris-Garita (128 MW, 2011).
La centrale Miguel Dengo Benavides (alias Corobici), mise en service en 1982 dans la province de Guanacaste, a une puissance de 180 MW et produit 730 GWh/an.
Le barrage du Lac Arenal (ou barrage Sangregado), construit de 1974 à 1979 à l'ouest du volcan Arenal pour agrandir le réservoir, dont la surface a été presque triplée, est la pièce maîtresse du projet à buts multiples Proyecto de Riego Arenal-Tempisque (PRAT) géré par le Servicio Nacional de Aguas Subterráneas, Riego y Avenamiento (SENARA) ; cet aménagement détourne les eaux du lac Arenal vers le bassin Pacifique, alors qu'à l'origine elles s'écoulaient vers le bassin caribéen ; une cascade de trois centrales exploite ce nouveau cours d'eau ; la centrale hydroélectrique Arenal de 157 MW est gérée par ICE et produisait à l'époque 70 % de l'électricité du pays (12% ).
Le barrage de Reventazón, dans la province de Limón, à une centaine de kilomètres à l'est de la capitale, est le plus grand ouvrage d'Amérique centrale après le canal de Panama (le projet de canal du Nicaragua a été abandonné en 2018). Il a mobilisé 4 000 ouvriers pour construire un barrage de 130 mètres de haut et un réservoir de 118 millions de m³ d'eau. Il a été inauguré le 16 septembre 2016. Les investisseurs internationaux, dont la Banque mondiale, ont mis 1,4 milliard de dollars sur la table pour réaliser cette centrale de 305,5 MW qui alimente 525 000 foyers en électricité.
La future centrale d’El Diquis, dans le sud du pays, évaluée à deux milliards de dollars, aura une puissance de 650 MW en 2025, soit le double de celle de Reventazon. Mais le chantier provoque l’opposition des populations indiennes de la région, qui devront être consultées avant de lancer les premiers bulldozers. En cas de refus, le pays devra sans doute importer du gaz naturel liquide pour répondre à ses besoins croissants.

##### Géothermie
En 2021, les centrales géothermiques ont produit 1 602 GWh, soit 12,6 % de l'électricité du pays. Le Costa Rica est le 11e producteur d'électricité géothermique en 2020, avec 1,8 % de la production mondiale, loin derrière les États-Unis (19,8 %) et l'Indonésie (16,4 %).
La première centrale géothermique du Costa Rica a été inaugurée en 1994 à Miravalles. Cette centrale a progressivement été étendue jusqu'en 2003, atteignant une puissance de 161 MW en cinq unités. En 2011, la première des trois unités en projet à Las Pailas a été mise en service (42,5 MW). la seconde unité de Las Pailas (55 MW) a été mise en service en juillet 2019, portant la puissance géothermique totale à 262 MW et la production annuelle moyenne à 1 559 GWh/an. Les projets en construction ajouteront 55 MW et 110 MW ont réuni leur financement mais ne sont pas encore en chantier. La construction de la première unité (55 MW) du champ de Boriquen st programmée pour 2026. Plusieurs autres champs sont en prospection.
Les cinq centrales du champ géothermique de Miravalles sont disséminées sur les flancs boisés du volcan éponyme. Sur ce site, 42 km de tuyaux relient les turbines aux 25 puits de production, forés à plus de 1 600 mètres de profondeur. La puissance des cinq centrales atteint 163,5 MW en 2015. L’ICE a lancé le projet d’une septième centrale géothermique, prévue en 2019 sur les flancs du volcan Rincon de la Vieja, au nord-ouest du pays. L'ICE évalue le potentiel géothermique du pays à 850 MW.

##### Éolien

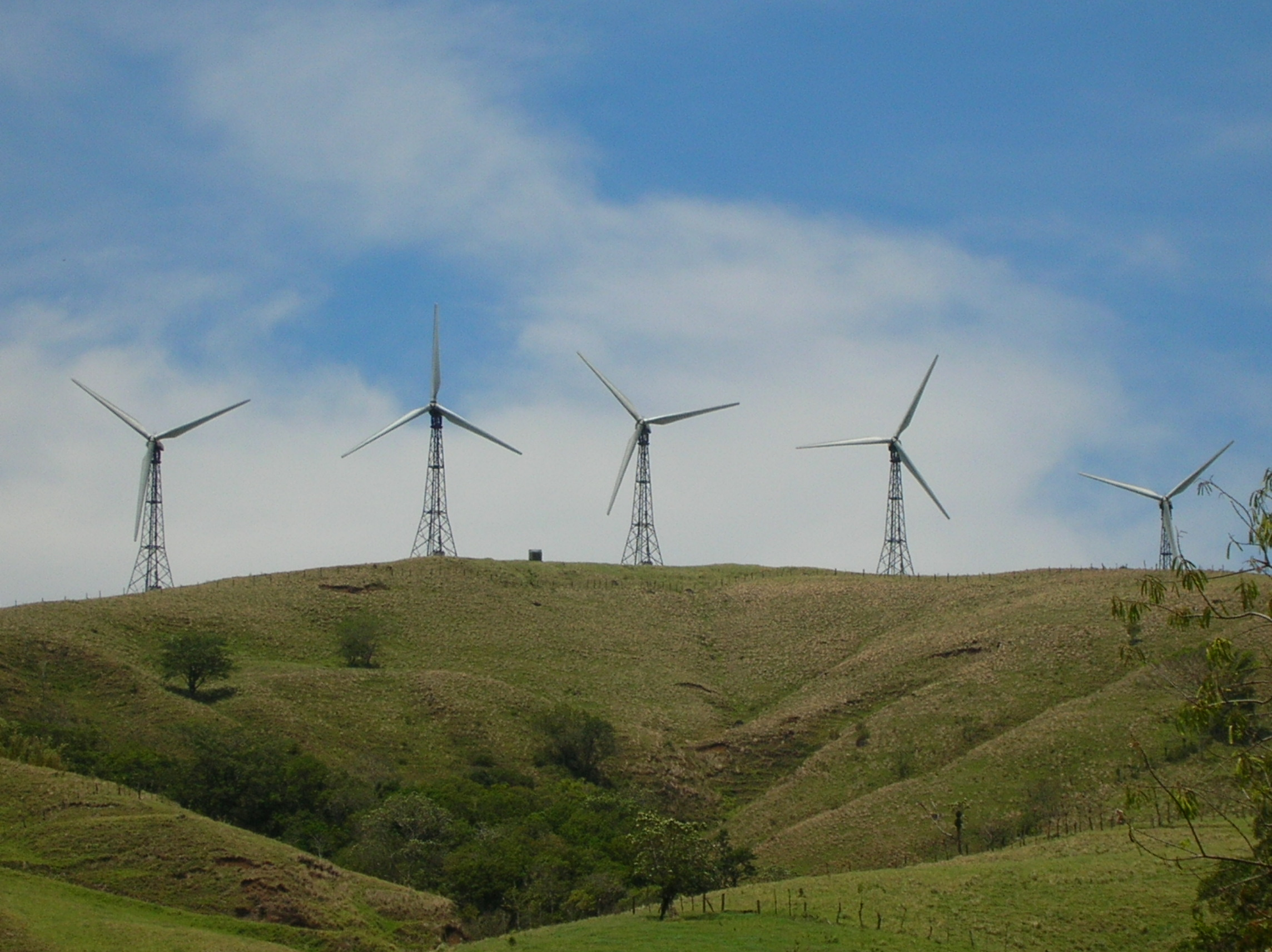
Éoliennes sur Santa Rosa au bord du lac Arenal, 2006.

En 2021, les éoliennes costaricaines ont produit 1 573 GWh, soit 12,4 % de l'électricité du pays.
Le Costa Rica se situe fin 2017 au 4e rang en Amérique latine pour sa puissance installée éolienne avec 378 MW, loin derrière le Brésil (12 763 MW). Cette puissance s'est accrue de 59 MW (+18 %) au cours de l'année 2017.
La base de données The WindPower fournit en juin 2022 une liste de 18 parcs éoliens costaricains totalisant 414 MW, dont le plus grand, celui d'Orosi, a une puissance de 50 MW, suivi par Chiripa (49,5 MW) et La Gloria (49,5 MW).

##### Solaire
La centrale solaire Miravalles, de 1 MW, est la première centrale photovoltaïque en Amérique centrale ; construite par ICE en coopération avec le gouvernement japonais, elle a été inaugurée en octobre 2012 ; elle se compose de 4 300 panneaux de 235 W et occupe une surface de 2,7 hectares.

### Réseaux électriques
Le SIEPAC (espagnol : Sistema de Interconexión Eléctrica de los Países de América Central) est un système d'interconnexion des réseaux électriques de six pays d'Amérique Centrale. Le projet fut discuté dès 1987 et le traité fondateur fut ratifié en 1997-98. Le SIEPAC est constitué de 1 789 km de lignes de transport à haute tension (230 kV), dont 493 km au Costa Rica, qui connectent 37 millions de consommateurs au Panama, au Costa Rica, au Honduras, au Nicaragua, au Salvador et au Guatemala. Sa construction s'est achevée en octobre 2014.  Ce système est géré par l'entreprise Empresa Propietaria de la Red (EPR) dont les actionnaires sont les entreprises d'électricité des six pays membres, ainsi que celles du Mexique, de la Colombie, et l'italo-espagnol Enel.
L'opérateur des réseaux costaricains est le groupe ICE (Instituto Costarricense de Electricidad).

### Consommation finale d'électricité
La consommation d'électricité par habitant du Costa Rica était en 2021 de 2,1 MWh, inférieure de 38 % à la moyenne mondiale (3,4 MWh) et de 19 % à celle de l'Amérique latine (2,6 MWh).
La répartition par secteur de la consommation finale d'électricité a évolué comme suit :
| Secteur                                                  | 1990  | %    | 2000  | %    | 2010  | %    | 2020  | %    | 2021   | % 2021 | var. 2021/1990 |
| Industrie                                                | 759   | 23,0 | 1 400 | 24,3 | 1 828 | 21,3 | 1 970 | 19,9 | 2 114  | 20,4 % | +179 %         |
| Transport                                                | 15    | 0,5  | 0     |      | 0     |      | 0     |      |        |        | -100 %         |
| Résidentiel                                              | 1 560 | 47,2 | 2 508 | 43,6 | 3 356 | 39,2 | 4 088 | 41,3 | 4 157  | 40,1 % | +166 %         |
| Tertiaire                                                | 813   | 24,6 | 1 564 | 27,2 | 3 004 | 35,1 | 3 534 | 35,7 | 3 750  | 36,2 % | +361 %         |
| Agriculture                                              | 138   | 4,2  | 250   | 4,3  | 312   | 3,6  | 313   | 3,2  | 341    | 3,3 %  | +147 %         |
| Non spécifié                                             | 17    | 0,5  | 31    | 0,5  | 64    | 0,7  |       |      |        | 0 %    | ns             |
| Total                                                    | 3 302 | 100  | 5 753 | 100  | 8 564 | 100  | 9 905 | 100  | 10 362 | 100 %  | +214 %         |
| Source des données : Agence internationale de l'énergie. |       |      |       |      |       |      |       |      |        |        |                |

## Impact environnemental
Les émissions de gaz à effet de serre (GES) dues à la combustion au Costa Rica s'élevaient en 2023 à 7,7 Mt d'équivalent CO2, en hausse de 185 % par rapport à 1990.
Les émissions de CO2 dues à la combustion par habitant étaient en 2023 de 1,42 t, inférieures de 67 % à la moyenne mondiale (4,29 t/hab en 2022) ; inférieures de 63 % à celle de la France (3,83 t/hab) ; inférieures de 78 % à la moyenne des Amériques (6,40 t/hab en 2021) ; et inférieures de 89,5 % à celle des États-Unis (13,53 t/hab).
Voici l'évolution de ces émissions liées à l'énergie, comparée à celle de l'Union européenne :
|                                             | 1971 | 1990 | 2023 | var. 2023/1971 | var. 2023/1990 | var.UE27 2023/1990 |
| Émissions GES (Mt CO2)                      | 1,3  | 2,7  | 7,7  | +492 %         | +185 %         | -34 %              |
| Émissions CO2/habitant (t CO2)              | 0,70 | 0,86 | 1,42 | +103 %         | +65 %          | -39 %              |
| Source : Agence internationale de l'énergie |      |      |      |                |                |                    |

Ces émissions sont presque entièrement dues au pétrole (7,5 Mt en 2023).
Voici la répartition de ces émissions par secteur, comparée à celle de l'Union européenne :
| | Émissions 2022      | part du secteur | Émissions/habitant | Émiss./hab. UE-27 |
| Secteur | Millions tonnes CO2 | %               | tonnes CO2/hab.    | tonnes CO2/hab.   |
| Industrie et construction | 1,2                 | 16 %            | 0,23               | 1,28              |
| Transport | 5,7                 | 75 %            | 1,09               | 1,60              |
| Résidentiel | 0,3                 | 4 %             | 0,06               | 1,03              |
| Tertiaire | 0,2                 | 3 %             | 0,04               | 0,65              |
| Total | 7,6                 | 100 %           | 1,45               | 5,05              |
| Source : Agence internationale de l'énergie * après ré-allocation des émissions de la production d'électricité et de chaleur aux secteurs de consommation |                     |                 |                    |                   |

Alors que les émissions par habitant sont 16 fois moindres qu'en Europe dans le secteur tertiaire et 34 fois moindres dans le secteur résidentiel, secteurs consommant surtout de l'électricité et de la biomasse, elles sont à 68 % du niveau européen dans les transports, qui consomment presque uniquement des produits pétroliers.